# Up All Night
Up All Night ist eine US-amerikanische Comedyserie, die von 2011 bis 2012 produziert wurde und am 14. September 2011 in den USA beim Fernsehsender NBC Premiere hatte. Die deutschsprachige Erstausstrahlung begann am 5. Juli 2013 bei Comedy Central Deutschland.
Im Mai 2012 verlängerte NBC die Comedyserie um eine zweite Staffel mit 13 Episoden, die ab dem 20. September 2012 ausgestrahlt wurden. Am 30. Oktober 2012 wurde bekannt, dass die Serie für die letzten Episoden der zweiten Staffel von einem Single-Kamera-Setup, bei dem ähnlich wie beim Film an Originalmotiven gedreht wird, in eine Multi-Kamera-Sitcom, die vor einem Live-Publikum aufgezeichnet wird, umkonzipiert wird. Im Februar 2013 gab NBC diese Pläne jedoch auf und stellte die Serie Anfang Mai 2013 endgültig ein.
Kurz nach Bekanntwerden der Umstrukturierung gab Hauptdarstellerin Christina Applegate bekannt, dass sie die Serie verlassen werde, nachdem bereits Serienschöpferin Emily Spivey im Januar die Produktion verlassen hatte.

## Handlung
Reagan und Chris Brinkley sind gerade Eltern einer Tochter namens Amy geworden und müssen sich nun in ihren neuen Rollen zurechtfinden, zumal Reagan weiter ihrem Beruf als Producerin der Talkshow ihrer Freundin Ava Alexander „Ava“ nachgeht, während Chris als Vater und Hausmann daheimbleibt. 

## Besetzung

### Hauptfiguren

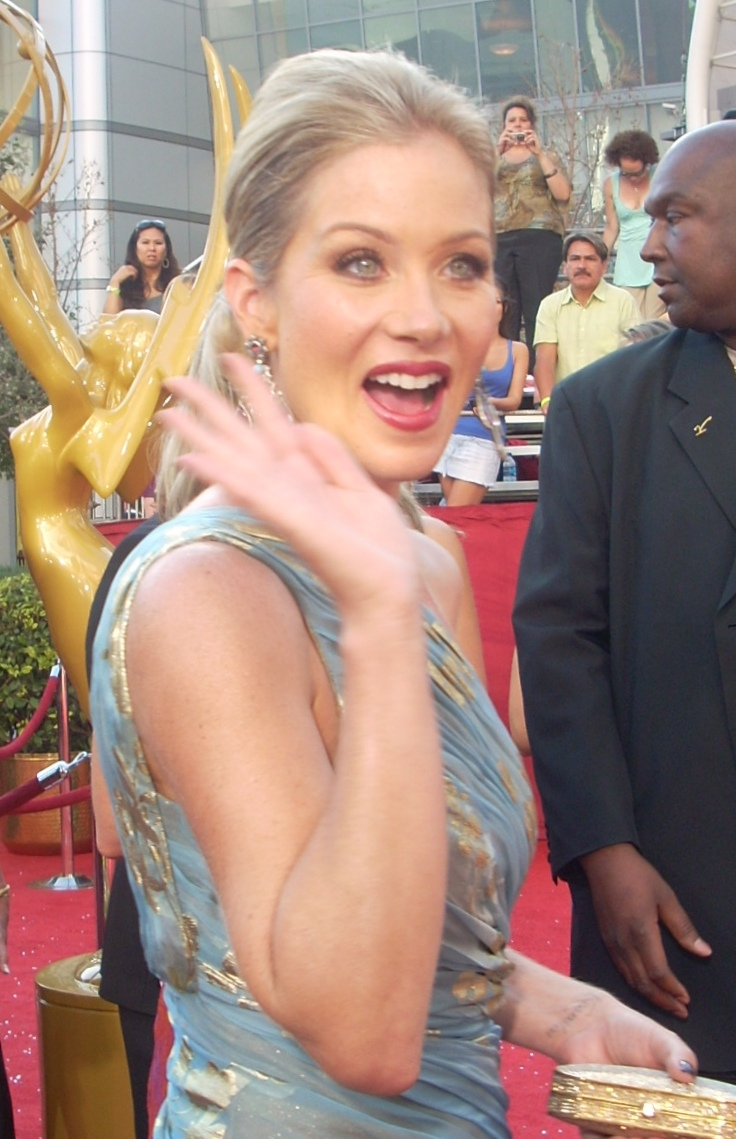
Christina Applegate wurde als erste für die Serie besetzt.

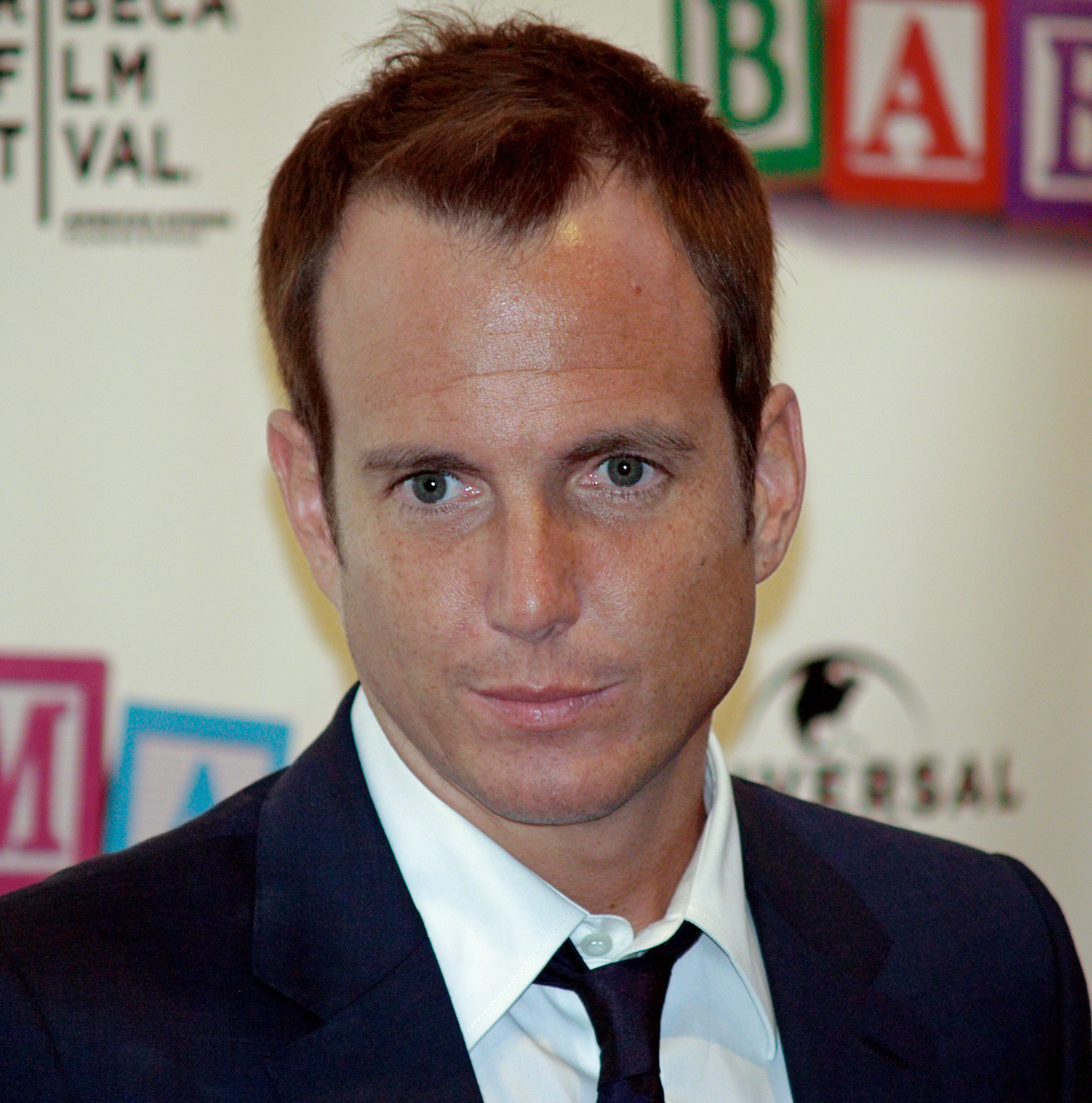
Will Arnett spielt Chris Brinkley.

Christina Applegate als Reagan BrinkleyDie Producerin der Talkshow „Ava“ kehrt nach der Geburt ihrer Tochter in ihren Job zurück und muss den chaotischen Laden ständig zusammenhalten. Mit ihrem Mann Chris versucht sie ihr Selbstbild als junges Partypärchen mit den Realitäten junger Eltern unter einen Hut zu bekommen.
Will Arnett als Chris BrinkleyDer ehemalige Anwalt gibt nach der Geburt seiner Tochter seinen Job auf und bleibt als Hausmann und Vater daheim.
Maya Rudolph als Ava AlexanderDie Gastgeberin der Talkshow „Ava“ ist gleichzeitig die beste Freundin von Reagan. Mit deren Tochter hat sie allerdings ein angespanntes Verhältnis, da sie mit Babys nicht zurechtkommt.
Jennifer Hall als MissyAvas Assistentin

### Nebenfiguren
Matt Braunger und Jean Villepique als Gene und TerrySie sind Nachbarn der Brinkleys und zugleich deren Alptraum. So spießige Eltern wollen sie nie werden.
Jason Lee als KevinEbenfalls ein Nachbar der Brinkleys, zugleich datet er Ava.
Molly Shannon als NancyEhemalige Angestellte der Talkshow „Ava“, die kurz vor ihrer Entlassung stand und nun Amys Babysitter ist.
Nick Cannon als CalvinAvas Komoderator ihrer Talkshow.
Chris Diamantopoulos als JulianAvas exzentrischer Ex-Freund.
Will Forte als ReedChris’ Kumpel, mit dem er Konsolenspiele spielt. Er ist ebenfalls Vater.
Steven Pasquale als Luke GranbyDer neue Boss der Talkshow, der es mit dem eingespielten Duo Reagan und Eva nicht leicht hat.

## Hintergrund
Die Serie wurde von der Saturday-Night-Live-Autorin Emily Spivey erfunden, die sich als junge Mutter in einer ähnlichen Situation wie Reagan Brinkley wiederfand.
Produziert wurde die Serie von Broadway Video und  Universal Television.

## Auszeichnungen
- 2011: Maya Rudolph nominiert bei den Satellite Awards in der Kategorie Best Supporting Actress – Series, Miniseries or Television Film
- 2011: Nominierung bei dem People’s Choice Award in der Kategorie Favorite New TV Comedy